# Реакція гідроборування
Реакція гідроборування (англ. hydroboration reaction) — приєднання борогідридів до алкенів, аленів і алкінів з утворенням органоборанів. При цьому атом Бору приєднується до менш заміщеного атома С; атака зазвичай відбувається з менш затрудненого боку як цис-приєднання.